# Katalonsko otvaranje
Katalonsko otvaranje je šahovsko otvaranje gde beli primenjuje kombinaciju Daminog gambita i Retijevog otvaranja: igra d4 i c4, a zatim izvlači lovca bočno na g2. Uobičajeni početni niz poteza je:
1. d4 Sf6 2. c4 e6 3. g3,
mada do ovog otvaranja se može doći iz mnogo različitih redosleda poteza.
Crni može da bira između dva glavna pristupa: u Otvorenoj katalonki uzima pešaka dxc4 i onda može pokušati da ga brani sa b5 ili ga može vratiti kako bi dobio na tempu, dok u Zatvorenoj katalonki crni ne uzima na c4 i ima prilično čvrstu poziciju.

## Istorija
Katalonsko otvaranje je dobilo ime po španskoj regiji Kataloniji nakon što su organizatori turnira u Barseloni 1929. zamolili Saviela Tartakovera da izmisli novo otvaranje u čast ove regije. Međutim, ono je igrano nekoliko puta i pre Tartakovera.
Poznati primer upotrebe ovog otvaranja jeste Turnir kandidata u Londonu 1983. godine (gde se određivalo ko će izazvati Karpova za titulu svetskog prvaka): Kasparov i Korčnoj su u 5 od 11 partija ovog meča igrali Katalonsko otvaranje. Otvaranje je privuklo dosta pažnje velemajstora poslednjih godina između ostalog zahvaljujući i tome što ga je dosta uspešno igrao Vladimir Kramnik. 

## Otvorena katalonka, klasična varijanta
|   | a | b | c | d | e | f | g | h |   |
| 8 | a8 black rook · b8 black knight · c8 black bishop · d8 black queen · e8 black king · h8 black rook · a7 black pawn · b7 black pawn · c7 black pawn · e7 black bishop · f7 black pawn · g7 black pawn · h7 black pawn · e6 black pawn · f6 black knight · c4 black pawn · d4 white pawn · f3 white knight · g3 white pawn · a2 white pawn · b2 white pawn · e2 white pawn · f2 white pawn · g2 white bishop · h2 white pawn · a1 white rook · b1 white knight · c1 white bishop · d1 white queen · e1 white king · h1 white rook | a8 black rook · b8 black knight · c8 black bishop · d8 black queen · e8 black king · h8 black rook · a7 black pawn · b7 black pawn · c7 black pawn · e7 black bishop · f7 black pawn · g7 black pawn · h7 black pawn · e6 black pawn · f6 black knight · c4 black pawn · d4 white pawn · f3 white knight · g3 white pawn · a2 white pawn · b2 white pawn · e2 white pawn · f2 white pawn · g2 white bishop · h2 white pawn · a1 white rook · b1 white knight · c1 white bishop · d1 white queen · e1 white king · h1 white rook | a8 black rook · b8 black knight · c8 black bishop · d8 black queen · e8 black king · h8 black rook · a7 black pawn · b7 black pawn · c7 black pawn · e7 black bishop · f7 black pawn · g7 black pawn · h7 black pawn · e6 black pawn · f6 black knight · c4 black pawn · d4 white pawn · f3 white knight · g3 white pawn · a2 white pawn · b2 white pawn · e2 white pawn · f2 white pawn · g2 white bishop · h2 white pawn · a1 white rook · b1 white knight · c1 white bishop · d1 white queen · e1 white king · h1 white rook | a8 black rook · b8 black knight · c8 black bishop · d8 black queen · e8 black king · h8 black rook · a7 black pawn · b7 black pawn · c7 black pawn · e7 black bishop · f7 black pawn · g7 black pawn · h7 black pawn · e6 black pawn · f6 black knight · c4 black pawn · d4 white pawn · f3 white knight · g3 white pawn · a2 white pawn · b2 white pawn · e2 white pawn · f2 white pawn · g2 white bishop · h2 white pawn · a1 white rook · b1 white knight · c1 white bishop · d1 white queen · e1 white king · h1 white rook | a8 black rook · b8 black knight · c8 black bishop · d8 black queen · e8 black king · h8 black rook · a7 black pawn · b7 black pawn · c7 black pawn · e7 black bishop · f7 black pawn · g7 black pawn · h7 black pawn · e6 black pawn · f6 black knight · c4 black pawn · d4 white pawn · f3 white knight · g3 white pawn · a2 white pawn · b2 white pawn · e2 white pawn · f2 white pawn · g2 white bishop · h2 white pawn · a1 white rook · b1 white knight · c1 white bishop · d1 white queen · e1 white king · h1 white rook | a8 black rook · b8 black knight · c8 black bishop · d8 black queen · e8 black king · h8 black rook · a7 black pawn · b7 black pawn · c7 black pawn · e7 black bishop · f7 black pawn · g7 black pawn · h7 black pawn · e6 black pawn · f6 black knight · c4 black pawn · d4 white pawn · f3 white knight · g3 white pawn · a2 white pawn · b2 white pawn · e2 white pawn · f2 white pawn · g2 white bishop · h2 white pawn · a1 white rook · b1 white knight · c1 white bishop · d1 white queen · e1 white king · h1 white rook | a8 black rook · b8 black knight · c8 black bishop · d8 black queen · e8 black king · h8 black rook · a7 black pawn · b7 black pawn · c7 black pawn · e7 black bishop · f7 black pawn · g7 black pawn · h7 black pawn · e6 black pawn · f6 black knight · c4 black pawn · d4 white pawn · f3 white knight · g3 white pawn · a2 white pawn · b2 white pawn · e2 white pawn · f2 white pawn · g2 white bishop · h2 white pawn · a1 white rook · b1 white knight · c1 white bishop · d1 white queen · e1 white king · h1 white rook | a8 black rook · b8 black knight · c8 black bishop · d8 black queen · e8 black king · h8 black rook · a7 black pawn · b7 black pawn · c7 black pawn · e7 black bishop · f7 black pawn · g7 black pawn · h7 black pawn · e6 black pawn · f6 black knight · c4 black pawn · d4 white pawn · f3 white knight · g3 white pawn · a2 white pawn · b2 white pawn · e2 white pawn · f2 white pawn · g2 white bishop · h2 white pawn · a1 white rook · b1 white knight · c1 white bishop · d1 white queen · e1 white king · h1 white rook | 8 |
| 7 | a8 black rook · b8 black knight · c8 black bishop · d8 black queen · e8 black king · h8 black rook · a7 black pawn · b7 black pawn · c7 black pawn · e7 black bishop · f7 black pawn · g7 black pawn · h7 black pawn · e6 black pawn · f6 black knight · c4 black pawn · d4 white pawn · f3 white knight · g3 white pawn · a2 white pawn · b2 white pawn · e2 white pawn · f2 white pawn · g2 white bishop · h2 white pawn · a1 white rook · b1 white knight · c1 white bishop · d1 white queen · e1 white king · h1 white rook | a8 black rook · b8 black knight · c8 black bishop · d8 black queen · e8 black king · h8 black rook · a7 black pawn · b7 black pawn · c7 black pawn · e7 black bishop · f7 black pawn · g7 black pawn · h7 black pawn · e6 black pawn · f6 black knight · c4 black pawn · d4 white pawn · f3 white knight · g3 white pawn · a2 white pawn · b2 white pawn · e2 white pawn · f2 white pawn · g2 white bishop · h2 white pawn · a1 white rook · b1 white knight · c1 white bishop · d1 white queen · e1 white king · h1 white rook | a8 black rook · b8 black knight · c8 black bishop · d8 black queen · e8 black king · h8 black rook · a7 black pawn · b7 black pawn · c7 black pawn · e7 black bishop · f7 black pawn · g7 black pawn · h7 black pawn · e6 black pawn · f6 black knight · c4 black pawn · d4 white pawn · f3 white knight · g3 white pawn · a2 white pawn · b2 white pawn · e2 white pawn · f2 white pawn · g2 white bishop · h2 white pawn · a1 white rook · b1 white knight · c1 white bishop · d1 white queen · e1 white king · h1 white rook | a8 black rook · b8 black knight · c8 black bishop · d8 black queen · e8 black king · h8 black rook · a7 black pawn · b7 black pawn · c7 black pawn · e7 black bishop · f7 black pawn · g7 black pawn · h7 black pawn · e6 black pawn · f6 black knight · c4 black pawn · d4 white pawn · f3 white knight · g3 white pawn · a2 white pawn · b2 white pawn · e2 white pawn · f2 white pawn · g2 white bishop · h2 white pawn · a1 white rook · b1 white knight · c1 white bishop · d1 white queen · e1 white king · h1 white rook | a8 black rook · b8 black knight · c8 black bishop · d8 black queen · e8 black king · h8 black rook · a7 black pawn · b7 black pawn · c7 black pawn · e7 black bishop · f7 black pawn · g7 black pawn · h7 black pawn · e6 black pawn · f6 black knight · c4 black pawn · d4 white pawn · f3 white knight · g3 white pawn · a2 white pawn · b2 white pawn · e2 white pawn · f2 white pawn · g2 white bishop · h2 white pawn · a1 white rook · b1 white knight · c1 white bishop · d1 white queen · e1 white king · h1 white rook | a8 black rook · b8 black knight · c8 black bishop · d8 black queen · e8 black king · h8 black rook · a7 black pawn · b7 black pawn · c7 black pawn · e7 black bishop · f7 black pawn · g7 black pawn · h7 black pawn · e6 black pawn · f6 black knight · c4 black pawn · d4 white pawn · f3 white knight · g3 white pawn · a2 white pawn · b2 white pawn · e2 white pawn · f2 white pawn · g2 white bishop · h2 white pawn · a1 white rook · b1 white knight · c1 white bishop · d1 white queen · e1 white king · h1 white rook | a8 black rook · b8 black knight · c8 black bishop · d8 black queen · e8 black king · h8 black rook · a7 black pawn · b7 black pawn · c7 black pawn · e7 black bishop · f7 black pawn · g7 black pawn · h7 black pawn · e6 black pawn · f6 black knight · c4 black pawn · d4 white pawn · f3 white knight · g3 white pawn · a2 white pawn · b2 white pawn · e2 white pawn · f2 white pawn · g2 white bishop · h2 white pawn · a1 white rook · b1 white knight · c1 white bishop · d1 white queen · e1 white king · h1 white rook | a8 black rook · b8 black knight · c8 black bishop · d8 black queen · e8 black king · h8 black rook · a7 black pawn · b7 black pawn · c7 black pawn · e7 black bishop · f7 black pawn · g7 black pawn · h7 black pawn · e6 black pawn · f6 black knight · c4 black pawn · d4 white pawn · f3 white knight · g3 white pawn · a2 white pawn · b2 white pawn · e2 white pawn · f2 white pawn · g2 white bishop · h2 white pawn · a1 white rook · b1 white knight · c1 white bishop · d1 white queen · e1 white king · h1 white rook | 7 |
| 6 | a8 black rook · b8 black knight · c8 black bishop · d8 black queen · e8 black king · h8 black rook · a7 black pawn · b7 black pawn · c7 black pawn · e7 black bishop · f7 black pawn · g7 black pawn · h7 black pawn · e6 black pawn · f6 black knight · c4 black pawn · d4 white pawn · f3 white knight · g3 white pawn · a2 white pawn · b2 white pawn · e2 white pawn · f2 white pawn · g2 white bishop · h2 white pawn · a1 white rook · b1 white knight · c1 white bishop · d1 white queen · e1 white king · h1 white rook | a8 black rook · b8 black knight · c8 black bishop · d8 black queen · e8 black king · h8 black rook · a7 black pawn · b7 black pawn · c7 black pawn · e7 black bishop · f7 black pawn · g7 black pawn · h7 black pawn · e6 black pawn · f6 black knight · c4 black pawn · d4 white pawn · f3 white knight · g3 white pawn · a2 white pawn · b2 white pawn · e2 white pawn · f2 white pawn · g2 white bishop · h2 white pawn · a1 white rook · b1 white knight · c1 white bishop · d1 white queen · e1 white king · h1 white rook | a8 black rook · b8 black knight · c8 black bishop · d8 black queen · e8 black king · h8 black rook · a7 black pawn · b7 black pawn · c7 black pawn · e7 black bishop · f7 black pawn · g7 black pawn · h7 black pawn · e6 black pawn · f6 black knight · c4 black pawn · d4 white pawn · f3 white knight · g3 white pawn · a2 white pawn · b2 white pawn · e2 white pawn · f2 white pawn · g2 white bishop · h2 white pawn · a1 white rook · b1 white knight · c1 white bishop · d1 white queen · e1 white king · h1 white rook | a8 black rook · b8 black knight · c8 black bishop · d8 black queen · e8 black king · h8 black rook · a7 black pawn · b7 black pawn · c7 black pawn · e7 black bishop · f7 black pawn · g7 black pawn · h7 black pawn · e6 black pawn · f6 black knight · c4 black pawn · d4 white pawn · f3 white knight · g3 white pawn · a2 white pawn · b2 white pawn · e2 white pawn · f2 white pawn · g2 white bishop · h2 white pawn · a1 white rook · b1 white knight · c1 white bishop · d1 white queen · e1 white king · h1 white rook | a8 black rook · b8 black knight · c8 black bishop · d8 black queen · e8 black king · h8 black rook · a7 black pawn · b7 black pawn · c7 black pawn · e7 black bishop · f7 black pawn · g7 black pawn · h7 black pawn · e6 black pawn · f6 black knight · c4 black pawn · d4 white pawn · f3 white knight · g3 white pawn · a2 white pawn · b2 white pawn · e2 white pawn · f2 white pawn · g2 white bishop · h2 white pawn · a1 white rook · b1 white knight · c1 white bishop · d1 white queen · e1 white king · h1 white rook | a8 black rook · b8 black knight · c8 black bishop · d8 black queen · e8 black king · h8 black rook · a7 black pawn · b7 black pawn · c7 black pawn · e7 black bishop · f7 black pawn · g7 black pawn · h7 black pawn · e6 black pawn · f6 black knight · c4 black pawn · d4 white pawn · f3 white knight · g3 white pawn · a2 white pawn · b2 white pawn · e2 white pawn · f2 white pawn · g2 white bishop · h2 white pawn · a1 white rook · b1 white knight · c1 white bishop · d1 white queen · e1 white king · h1 white rook | a8 black rook · b8 black knight · c8 black bishop · d8 black queen · e8 black king · h8 black rook · a7 black pawn · b7 black pawn · c7 black pawn · e7 black bishop · f7 black pawn · g7 black pawn · h7 black pawn · e6 black pawn · f6 black knight · c4 black pawn · d4 white pawn · f3 white knight · g3 white pawn · a2 white pawn · b2 white pawn · e2 white pawn · f2 white pawn · g2 white bishop · h2 white pawn · a1 white rook · b1 white knight · c1 white bishop · d1 white queen · e1 white king · h1 white rook | a8 black rook · b8 black knight · c8 black bishop · d8 black queen · e8 black king · h8 black rook · a7 black pawn · b7 black pawn · c7 black pawn · e7 black bishop · f7 black pawn · g7 black pawn · h7 black pawn · e6 black pawn · f6 black knight · c4 black pawn · d4 white pawn · f3 white knight · g3 white pawn · a2 white pawn · b2 white pawn · e2 white pawn · f2 white pawn · g2 white bishop · h2 white pawn · a1 white rook · b1 white knight · c1 white bishop · d1 white queen · e1 white king · h1 white rook | 6 |
| 5 | a8 black rook · b8 black knight · c8 black bishop · d8 black queen · e8 black king · h8 black rook · a7 black pawn · b7 black pawn · c7 black pawn · e7 black bishop · f7 black pawn · g7 black pawn · h7 black pawn · e6 black pawn · f6 black knight · c4 black pawn · d4 white pawn · f3 white knight · g3 white pawn · a2 white pawn · b2 white pawn · e2 white pawn · f2 white pawn · g2 white bishop · h2 white pawn · a1 white rook · b1 white knight · c1 white bishop · d1 white queen · e1 white king · h1 white rook | a8 black rook · b8 black knight · c8 black bishop · d8 black queen · e8 black king · h8 black rook · a7 black pawn · b7 black pawn · c7 black pawn · e7 black bishop · f7 black pawn · g7 black pawn · h7 black pawn · e6 black pawn · f6 black knight · c4 black pawn · d4 white pawn · f3 white knight · g3 white pawn · a2 white pawn · b2 white pawn · e2 white pawn · f2 white pawn · g2 white bishop · h2 white pawn · a1 white rook · b1 white knight · c1 white bishop · d1 white queen · e1 white king · h1 white rook | a8 black rook · b8 black knight · c8 black bishop · d8 black queen · e8 black king · h8 black rook · a7 black pawn · b7 black pawn · c7 black pawn · e7 black bishop · f7 black pawn · g7 black pawn · h7 black pawn · e6 black pawn · f6 black knight · c4 black pawn · d4 white pawn · f3 white knight · g3 white pawn · a2 white pawn · b2 white pawn · e2 white pawn · f2 white pawn · g2 white bishop · h2 white pawn · a1 white rook · b1 white knight · c1 white bishop · d1 white queen · e1 white king · h1 white rook | a8 black rook · b8 black knight · c8 black bishop · d8 black queen · e8 black king · h8 black rook · a7 black pawn · b7 black pawn · c7 black pawn · e7 black bishop · f7 black pawn · g7 black pawn · h7 black pawn · e6 black pawn · f6 black knight · c4 black pawn · d4 white pawn · f3 white knight · g3 white pawn · a2 white pawn · b2 white pawn · e2 white pawn · f2 white pawn · g2 white bishop · h2 white pawn · a1 white rook · b1 white knight · c1 white bishop · d1 white queen · e1 white king · h1 white rook | a8 black rook · b8 black knight · c8 black bishop · d8 black queen · e8 black king · h8 black rook · a7 black pawn · b7 black pawn · c7 black pawn · e7 black bishop · f7 black pawn · g7 black pawn · h7 black pawn · e6 black pawn · f6 black knight · c4 black pawn · d4 white pawn · f3 white knight · g3 white pawn · a2 white pawn · b2 white pawn · e2 white pawn · f2 white pawn · g2 white bishop · h2 white pawn · a1 white rook · b1 white knight · c1 white bishop · d1 white queen · e1 white king · h1 white rook | a8 black rook · b8 black knight · c8 black bishop · d8 black queen · e8 black king · h8 black rook · a7 black pawn · b7 black pawn · c7 black pawn · e7 black bishop · f7 black pawn · g7 black pawn · h7 black pawn · e6 black pawn · f6 black knight · c4 black pawn · d4 white pawn · f3 white knight · g3 white pawn · a2 white pawn · b2 white pawn · e2 white pawn · f2 white pawn · g2 white bishop · h2 white pawn · a1 white rook · b1 white knight · c1 white bishop · d1 white queen · e1 white king · h1 white rook | a8 black rook · b8 black knight · c8 black bishop · d8 black queen · e8 black king · h8 black rook · a7 black pawn · b7 black pawn · c7 black pawn · e7 black bishop · f7 black pawn · g7 black pawn · h7 black pawn · e6 black pawn · f6 black knight · c4 black pawn · d4 white pawn · f3 white knight · g3 white pawn · a2 white pawn · b2 white pawn · e2 white pawn · f2 white pawn · g2 white bishop · h2 white pawn · a1 white rook · b1 white knight · c1 white bishop · d1 white queen · e1 white king · h1 white rook | a8 black rook · b8 black knight · c8 black bishop · d8 black queen · e8 black king · h8 black rook · a7 black pawn · b7 black pawn · c7 black pawn · e7 black bishop · f7 black pawn · g7 black pawn · h7 black pawn · e6 black pawn · f6 black knight · c4 black pawn · d4 white pawn · f3 white knight · g3 white pawn · a2 white pawn · b2 white pawn · e2 white pawn · f2 white pawn · g2 white bishop · h2 white pawn · a1 white rook · b1 white knight · c1 white bishop · d1 white queen · e1 white king · h1 white rook | 5 |
| 4 | a8 black rook · b8 black knight · c8 black bishop · d8 black queen · e8 black king · h8 black rook · a7 black pawn · b7 black pawn · c7 black pawn · e7 black bishop · f7 black pawn · g7 black pawn · h7 black pawn · e6 black pawn · f6 black knight · c4 black pawn · d4 white pawn · f3 white knight · g3 white pawn · a2 white pawn · b2 white pawn · e2 white pawn · f2 white pawn · g2 white bishop · h2 white pawn · a1 white rook · b1 white knight · c1 white bishop · d1 white queen · e1 white king · h1 white rook | a8 black rook · b8 black knight · c8 black bishop · d8 black queen · e8 black king · h8 black rook · a7 black pawn · b7 black pawn · c7 black pawn · e7 black bishop · f7 black pawn · g7 black pawn · h7 black pawn · e6 black pawn · f6 black knight · c4 black pawn · d4 white pawn · f3 white knight · g3 white pawn · a2 white pawn · b2 white pawn · e2 white pawn · f2 white pawn · g2 white bishop · h2 white pawn · a1 white rook · b1 white knight · c1 white bishop · d1 white queen · e1 white king · h1 white rook | a8 black rook · b8 black knight · c8 black bishop · d8 black queen · e8 black king · h8 black rook · a7 black pawn · b7 black pawn · c7 black pawn · e7 black bishop · f7 black pawn · g7 black pawn · h7 black pawn · e6 black pawn · f6 black knight · c4 black pawn · d4 white pawn · f3 white knight · g3 white pawn · a2 white pawn · b2 white pawn · e2 white pawn · f2 white pawn · g2 white bishop · h2 white pawn · a1 white rook · b1 white knight · c1 white bishop · d1 white queen · e1 white king · h1 white rook | a8 black rook · b8 black knight · c8 black bishop · d8 black queen · e8 black king · h8 black rook · a7 black pawn · b7 black pawn · c7 black pawn · e7 black bishop · f7 black pawn · g7 black pawn · h7 black pawn · e6 black pawn · f6 black knight · c4 black pawn · d4 white pawn · f3 white knight · g3 white pawn · a2 white pawn · b2 white pawn · e2 white pawn · f2 white pawn · g2 white bishop · h2 white pawn · a1 white rook · b1 white knight · c1 white bishop · d1 white queen · e1 white king · h1 white rook | a8 black rook · b8 black knight · c8 black bishop · d8 black queen · e8 black king · h8 black rook · a7 black pawn · b7 black pawn · c7 black pawn · e7 black bishop · f7 black pawn · g7 black pawn · h7 black pawn · e6 black pawn · f6 black knight · c4 black pawn · d4 white pawn · f3 white knight · g3 white pawn · a2 white pawn · b2 white pawn · e2 white pawn · f2 white pawn · g2 white bishop · h2 white pawn · a1 white rook · b1 white knight · c1 white bishop · d1 white queen · e1 white king · h1 white rook | a8 black rook · b8 black knight · c8 black bishop · d8 black queen · e8 black king · h8 black rook · a7 black pawn · b7 black pawn · c7 black pawn · e7 black bishop · f7 black pawn · g7 black pawn · h7 black pawn · e6 black pawn · f6 black knight · c4 black pawn · d4 white pawn · f3 white knight · g3 white pawn · a2 white pawn · b2 white pawn · e2 white pawn · f2 white pawn · g2 white bishop · h2 white pawn · a1 white rook · b1 white knight · c1 white bishop · d1 white queen · e1 white king · h1 white rook | a8 black rook · b8 black knight · c8 black bishop · d8 black queen · e8 black king · h8 black rook · a7 black pawn · b7 black pawn · c7 black pawn · e7 black bishop · f7 black pawn · g7 black pawn · h7 black pawn · e6 black pawn · f6 black knight · c4 black pawn · d4 white pawn · f3 white knight · g3 white pawn · a2 white pawn · b2 white pawn · e2 white pawn · f2 white pawn · g2 white bishop · h2 white pawn · a1 white rook · b1 white knight · c1 white bishop · d1 white queen · e1 white king · h1 white rook | a8 black rook · b8 black knight · c8 black bishop · d8 black queen · e8 black king · h8 black rook · a7 black pawn · b7 black pawn · c7 black pawn · e7 black bishop · f7 black pawn · g7 black pawn · h7 black pawn · e6 black pawn · f6 black knight · c4 black pawn · d4 white pawn · f3 white knight · g3 white pawn · a2 white pawn · b2 white pawn · e2 white pawn · f2 white pawn · g2 white bishop · h2 white pawn · a1 white rook · b1 white knight · c1 white bishop · d1 white queen · e1 white king · h1 white rook | 4 |
| 3 | a8 black rook · b8 black knight · c8 black bishop · d8 black queen · e8 black king · h8 black rook · a7 black pawn · b7 black pawn · c7 black pawn · e7 black bishop · f7 black pawn · g7 black pawn · h7 black pawn · e6 black pawn · f6 black knight · c4 black pawn · d4 white pawn · f3 white knight · g3 white pawn · a2 white pawn · b2 white pawn · e2 white pawn · f2 white pawn · g2 white bishop · h2 white pawn · a1 white rook · b1 white knight · c1 white bishop · d1 white queen · e1 white king · h1 white rook | a8 black rook · b8 black knight · c8 black bishop · d8 black queen · e8 black king · h8 black rook · a7 black pawn · b7 black pawn · c7 black pawn · e7 black bishop · f7 black pawn · g7 black pawn · h7 black pawn · e6 black pawn · f6 black knight · c4 black pawn · d4 white pawn · f3 white knight · g3 white pawn · a2 white pawn · b2 white pawn · e2 white pawn · f2 white pawn · g2 white bishop · h2 white pawn · a1 white rook · b1 white knight · c1 white bishop · d1 white queen · e1 white king · h1 white rook | a8 black rook · b8 black knight · c8 black bishop · d8 black queen · e8 black king · h8 black rook · a7 black pawn · b7 black pawn · c7 black pawn · e7 black bishop · f7 black pawn · g7 black pawn · h7 black pawn · e6 black pawn · f6 black knight · c4 black pawn · d4 white pawn · f3 white knight · g3 white pawn · a2 white pawn · b2 white pawn · e2 white pawn · f2 white pawn · g2 white bishop · h2 white pawn · a1 white rook · b1 white knight · c1 white bishop · d1 white queen · e1 white king · h1 white rook | a8 black rook · b8 black knight · c8 black bishop · d8 black queen · e8 black king · h8 black rook · a7 black pawn · b7 black pawn · c7 black pawn · e7 black bishop · f7 black pawn · g7 black pawn · h7 black pawn · e6 black pawn · f6 black knight · c4 black pawn · d4 white pawn · f3 white knight · g3 white pawn · a2 white pawn · b2 white pawn · e2 white pawn · f2 white pawn · g2 white bishop · h2 white pawn · a1 white rook · b1 white knight · c1 white bishop · d1 white queen · e1 white king · h1 white rook | a8 black rook · b8 black knight · c8 black bishop · d8 black queen · e8 black king · h8 black rook · a7 black pawn · b7 black pawn · c7 black pawn · e7 black bishop · f7 black pawn · g7 black pawn · h7 black pawn · e6 black pawn · f6 black knight · c4 black pawn · d4 white pawn · f3 white knight · g3 white pawn · a2 white pawn · b2 white pawn · e2 white pawn · f2 white pawn · g2 white bishop · h2 white pawn · a1 white rook · b1 white knight · c1 white bishop · d1 white queen · e1 white king · h1 white rook | a8 black rook · b8 black knight · c8 black bishop · d8 black queen · e8 black king · h8 black rook · a7 black pawn · b7 black pawn · c7 black pawn · e7 black bishop · f7 black pawn · g7 black pawn · h7 black pawn · e6 black pawn · f6 black knight · c4 black pawn · d4 white pawn · f3 white knight · g3 white pawn · a2 white pawn · b2 white pawn · e2 white pawn · f2 white pawn · g2 white bishop · h2 white pawn · a1 white rook · b1 white knight · c1 white bishop · d1 white queen · e1 white king · h1 white rook | a8 black rook · b8 black knight · c8 black bishop · d8 black queen · e8 black king · h8 black rook · a7 black pawn · b7 black pawn · c7 black pawn · e7 black bishop · f7 black pawn · g7 black pawn · h7 black pawn · e6 black pawn · f6 black knight · c4 black pawn · d4 white pawn · f3 white knight · g3 white pawn · a2 white pawn · b2 white pawn · e2 white pawn · f2 white pawn · g2 white bishop · h2 white pawn · a1 white rook · b1 white knight · c1 white bishop · d1 white queen · e1 white king · h1 white rook | a8 black rook · b8 black knight · c8 black bishop · d8 black queen · e8 black king · h8 black rook · a7 black pawn · b7 black pawn · c7 black pawn · e7 black bishop · f7 black pawn · g7 black pawn · h7 black pawn · e6 black pawn · f6 black knight · c4 black pawn · d4 white pawn · f3 white knight · g3 white pawn · a2 white pawn · b2 white pawn · e2 white pawn · f2 white pawn · g2 white bishop · h2 white pawn · a1 white rook · b1 white knight · c1 white bishop · d1 white queen · e1 white king · h1 white rook | 3 |
| 2 | a8 black rook · b8 black knight · c8 black bishop · d8 black queen · e8 black king · h8 black rook · a7 black pawn · b7 black pawn · c7 black pawn · e7 black bishop · f7 black pawn · g7 black pawn · h7 black pawn · e6 black pawn · f6 black knight · c4 black pawn · d4 white pawn · f3 white knight · g3 white pawn · a2 white pawn · b2 white pawn · e2 white pawn · f2 white pawn · g2 white bishop · h2 white pawn · a1 white rook · b1 white knight · c1 white bishop · d1 white queen · e1 white king · h1 white rook | a8 black rook · b8 black knight · c8 black bishop · d8 black queen · e8 black king · h8 black rook · a7 black pawn · b7 black pawn · c7 black pawn · e7 black bishop · f7 black pawn · g7 black pawn · h7 black pawn · e6 black pawn · f6 black knight · c4 black pawn · d4 white pawn · f3 white knight · g3 white pawn · a2 white pawn · b2 white pawn · e2 white pawn · f2 white pawn · g2 white bishop · h2 white pawn · a1 white rook · b1 white knight · c1 white bishop · d1 white queen · e1 white king · h1 white rook | a8 black rook · b8 black knight · c8 black bishop · d8 black queen · e8 black king · h8 black rook · a7 black pawn · b7 black pawn · c7 black pawn · e7 black bishop · f7 black pawn · g7 black pawn · h7 black pawn · e6 black pawn · f6 black knight · c4 black pawn · d4 white pawn · f3 white knight · g3 white pawn · a2 white pawn · b2 white pawn · e2 white pawn · f2 white pawn · g2 white bishop · h2 white pawn · a1 white rook · b1 white knight · c1 white bishop · d1 white queen · e1 white king · h1 white rook | a8 black rook · b8 black knight · c8 black bishop · d8 black queen · e8 black king · h8 black rook · a7 black pawn · b7 black pawn · c7 black pawn · e7 black bishop · f7 black pawn · g7 black pawn · h7 black pawn · e6 black pawn · f6 black knight · c4 black pawn · d4 white pawn · f3 white knight · g3 white pawn · a2 white pawn · b2 white pawn · e2 white pawn · f2 white pawn · g2 white bishop · h2 white pawn · a1 white rook · b1 white knight · c1 white bishop · d1 white queen · e1 white king · h1 white rook | a8 black rook · b8 black knight · c8 black bishop · d8 black queen · e8 black king · h8 black rook · a7 black pawn · b7 black pawn · c7 black pawn · e7 black bishop · f7 black pawn · g7 black pawn · h7 black pawn · e6 black pawn · f6 black knight · c4 black pawn · d4 white pawn · f3 white knight · g3 white pawn · a2 white pawn · b2 white pawn · e2 white pawn · f2 white pawn · g2 white bishop · h2 white pawn · a1 white rook · b1 white knight · c1 white bishop · d1 white queen · e1 white king · h1 white rook | a8 black rook · b8 black knight · c8 black bishop · d8 black queen · e8 black king · h8 black rook · a7 black pawn · b7 black pawn · c7 black pawn · e7 black bishop · f7 black pawn · g7 black pawn · h7 black pawn · e6 black pawn · f6 black knight · c4 black pawn · d4 white pawn · f3 white knight · g3 white pawn · a2 white pawn · b2 white pawn · e2 white pawn · f2 white pawn · g2 white bishop · h2 white pawn · a1 white rook · b1 white knight · c1 white bishop · d1 white queen · e1 white king · h1 white rook | a8 black rook · b8 black knight · c8 black bishop · d8 black queen · e8 black king · h8 black rook · a7 black pawn · b7 black pawn · c7 black pawn · e7 black bishop · f7 black pawn · g7 black pawn · h7 black pawn · e6 black pawn · f6 black knight · c4 black pawn · d4 white pawn · f3 white knight · g3 white pawn · a2 white pawn · b2 white pawn · e2 white pawn · f2 white pawn · g2 white bishop · h2 white pawn · a1 white rook · b1 white knight · c1 white bishop · d1 white queen · e1 white king · h1 white rook | a8 black rook · b8 black knight · c8 black bishop · d8 black queen · e8 black king · h8 black rook · a7 black pawn · b7 black pawn · c7 black pawn · e7 black bishop · f7 black pawn · g7 black pawn · h7 black pawn · e6 black pawn · f6 black knight · c4 black pawn · d4 white pawn · f3 white knight · g3 white pawn · a2 white pawn · b2 white pawn · e2 white pawn · f2 white pawn · g2 white bishop · h2 white pawn · a1 white rook · b1 white knight · c1 white bishop · d1 white queen · e1 white king · h1 white rook | 2 |
| 1 | a8 black rook · b8 black knight · c8 black bishop · d8 black queen · e8 black king · h8 black rook · a7 black pawn · b7 black pawn · c7 black pawn · e7 black bishop · f7 black pawn · g7 black pawn · h7 black pawn · e6 black pawn · f6 black knight · c4 black pawn · d4 white pawn · f3 white knight · g3 white pawn · a2 white pawn · b2 white pawn · e2 white pawn · f2 white pawn · g2 white bishop · h2 white pawn · a1 white rook · b1 white knight · c1 white bishop · d1 white queen · e1 white king · h1 white rook | a8 black rook · b8 black knight · c8 black bishop · d8 black queen · e8 black king · h8 black rook · a7 black pawn · b7 black pawn · c7 black pawn · e7 black bishop · f7 black pawn · g7 black pawn · h7 black pawn · e6 black pawn · f6 black knight · c4 black pawn · d4 white pawn · f3 white knight · g3 white pawn · a2 white pawn · b2 white pawn · e2 white pawn · f2 white pawn · g2 white bishop · h2 white pawn · a1 white rook · b1 white knight · c1 white bishop · d1 white queen · e1 white king · h1 white rook | a8 black rook · b8 black knight · c8 black bishop · d8 black queen · e8 black king · h8 black rook · a7 black pawn · b7 black pawn · c7 black pawn · e7 black bishop · f7 black pawn · g7 black pawn · h7 black pawn · e6 black pawn · f6 black knight · c4 black pawn · d4 white pawn · f3 white knight · g3 white pawn · a2 white pawn · b2 white pawn · e2 white pawn · f2 white pawn · g2 white bishop · h2 white pawn · a1 white rook · b1 white knight · c1 white bishop · d1 white queen · e1 white king · h1 white rook | a8 black rook · b8 black knight · c8 black bishop · d8 black queen · e8 black king · h8 black rook · a7 black pawn · b7 black pawn · c7 black pawn · e7 black bishop · f7 black pawn · g7 black pawn · h7 black pawn · e6 black pawn · f6 black knight · c4 black pawn · d4 white pawn · f3 white knight · g3 white pawn · a2 white pawn · b2 white pawn · e2 white pawn · f2 white pawn · g2 white bishop · h2 white pawn · a1 white rook · b1 white knight · c1 white bishop · d1 white queen · e1 white king · h1 white rook | a8 black rook · b8 black knight · c8 black bishop · d8 black queen · e8 black king · h8 black rook · a7 black pawn · b7 black pawn · c7 black pawn · e7 black bishop · f7 black pawn · g7 black pawn · h7 black pawn · e6 black pawn · f6 black knight · c4 black pawn · d4 white pawn · f3 white knight · g3 white pawn · a2 white pawn · b2 white pawn · e2 white pawn · f2 white pawn · g2 white bishop · h2 white pawn · a1 white rook · b1 white knight · c1 white bishop · d1 white queen · e1 white king · h1 white rook | a8 black rook · b8 black knight · c8 black bishop · d8 black queen · e8 black king · h8 black rook · a7 black pawn · b7 black pawn · c7 black pawn · e7 black bishop · f7 black pawn · g7 black pawn · h7 black pawn · e6 black pawn · f6 black knight · c4 black pawn · d4 white pawn · f3 white knight · g3 white pawn · a2 white pawn · b2 white pawn · e2 white pawn · f2 white pawn · g2 white bishop · h2 white pawn · a1 white rook · b1 white knight · c1 white bishop · d1 white queen · e1 white king · h1 white rook | a8 black rook · b8 black knight · c8 black bishop · d8 black queen · e8 black king · h8 black rook · a7 black pawn · b7 black pawn · c7 black pawn · e7 black bishop · f7 black pawn · g7 black pawn · h7 black pawn · e6 black pawn · f6 black knight · c4 black pawn · d4 white pawn · f3 white knight · g3 white pawn · a2 white pawn · b2 white pawn · e2 white pawn · f2 white pawn · g2 white bishop · h2 white pawn · a1 white rook · b1 white knight · c1 white bishop · d1 white queen · e1 white king · h1 white rook | a8 black rook · b8 black knight · c8 black bishop · d8 black queen · e8 black king · h8 black rook · a7 black pawn · b7 black pawn · c7 black pawn · e7 black bishop · f7 black pawn · g7 black pawn · h7 black pawn · e6 black pawn · f6 black knight · c4 black pawn · d4 white pawn · f3 white knight · g3 white pawn · a2 white pawn · b2 white pawn · e2 white pawn · f2 white pawn · g2 white bishop · h2 white pawn · a1 white rook · b1 white knight · c1 white bishop · d1 white queen · e1 white king · h1 white rook | 1 |
|   | a | b | c | d | e | f | g | h |   |

Ova varijanta počinje potezima:
1. d4 Sf6 2. c4 e6 3. g3 d5 4. Lg2 dxc4 5. Sf3 Le7.
Beli menja pešaka kako bi se brže razvio. Bez d5 pešaka beli lovac na kraljevom krilu usporava razvoj crnog na daminog krilu. Obično, beli vraća pešaka sa Dc2 i a4, Se5 ili Da4. Crni sa druge strane, ako želi da zadrži pešaka moraće ozbiljno oslabiti damino krilo sa a6 i b5. ECO kod je E05.

## Poznate partije sa Katalonskom odbranom
Kramnik – Anand, Wijk aan Zee turnir, 2007
1.d4 Nf6 2.c4 e6 3.g3 d5 4.Bg2 Be7 5.Nf3 0-0 6.0-0 dxc4 7.Qc2 a6 8.Qxc4 b5 9.Qc2 Bb7 10.Bd2 Ra7 11.Rc1 Be4 12.Qb3 Nc6 13.e3 Qa8 14.Qd1 Nb8 15.Ba5 Rc8 16.a3 Bd6 17.Nbd2 Bd5 18.Qf1 Nbd7 19.b4 e5 20.dxe5 Bxe5 21.Nxe5 Nxe5 22.f3 Nc4 23.Nxc4 Bxc4 24.Qf2 Re8 25.e4 c6 26.Rd1 Rd7 27.Rxd7 Nxd7 28.Rd1 Qb7 29.Rd6 f6 30.f4 Re6 31.Rd2 Re7 32.Qd4 Nf8 33.Qd8 Rd7 34.Rxd7 Qxd7 35.Qxd7 Nxd7 36.e5 fxe5 37.Bxc6 Nf6 38.Bb7 exf4 39.gxf4 Nd5 40.Kf2 Nxf4 41.Ke3 g5 42.Bxa6 Kf7 43.a4 Ke7 44.Bxb5 Bxb5 45.axb5 Kd7 46.Ke4 Ne2 47.Bb6 g4 48.Bf2 Nc3 49.Kf5 Nxb5 50.Kxg4 Ke6 51.Kg5 Kf7 52.Kf5 Ke7 53.Bc5 1–0
Kramnik – Karlsen, Dortmund, 2007
1.Nf3 Nf6 2.c4 e6 3.g3 d5 4.d4 Be7 5.Bg2 0-0 6.0-0 dxc4 7.Qc2 a6 8.Qxc4 b5 9.Qc2 Bb7 10.Bd2 Nc6 11.e3 Nb4 12.Bxb4 Bxb4 13.a3 Be7 14.Nbd2 Rc8 15.b4 a5 16.Ne5 Nd5 17.Nb3 axb4 18.Na5 Ba8 19.Nac6 Bxc6 20.Nxc6 Qd7 21.Bxd5 exd5 22.axb4 Rfe8 23.Ra5 Bf8 24.Ne5 Qe6 25.Rxb5 Rb8 26.Rxb8 Rxb8 27.Qxc7 Bd6 28.Qa5 Bxb4 29.Rb1 Qd6 30.Qa4 1–0

## Takođe pogledajte
Indijska odbrana

## Literatura
- Nojštat, Jakov (1987). Play the Catalan: Open Variation. Pergamon. ISBN 0-08-029741-2.
- Avruk, Boris (2009). Grandmaster Repertoire 1: 1.d4 VOL. 1. Quality Chess UK LLP. ISBN 978-1-90655-205-3.
- Danington, Angus (1998). Winning With the Catalan. International Chess Enterprises. ISBN 978-1-879479-69-2.
- Dejvis, Najdžel (2009). Play the Catalan. Everyman Chess. ISBN 978-1-85744-591-6.